# Сподній Разбор
Сподній Разбор (словен. Spodnji Razbor) — поселення в общині Словень Градець, Регіон Корошка, Словенія. Висота над рівнем моря: 819,3 м.